# Cacodaemon tuberifer
Cacodaemon tuberifer là một loài bọ cánh cứng trong họ Endomychidae. Loài này được Frivaldszky miêu tả khoa học năm 1883.